# Rhynchostruthus
A Rhynchostruthus a madarak osztályának verébalakúak (Passeriformes) rendjébe és a  pintyfélék (Fringillidae) családjába tartozó nem.
Az ide sorolt fajokat korábban a Mycerobas nembe sorolt, ázsiai meggyvágó fajok közeli rokonaiknak vélték, de mivel hívóhangjuk erősen hasonlít a tengelic (Carduelis carduelis), a zöldike (Chloris chloris) és a jemeni kenderike (Linaria yemenensis) hívóhangjára így ezen madarakkal való rokonságukat is feltételezték.
A 2012-ben lezajlott az egész családra kiterjedő molekuláris vizsgálatok során kiderült hogy a zöldikék nem közeli rokonai a Carduelis nembe sorolt fajoknak, hanem a feketecsőrű sivatagipintyel (Rhodospiza obsoleta) és a Rhynchostruthus nembe sorolt aranyszárnyú pintyekkel alkot egy kládot.

## Rendszerezés
A nemet 1881-ben alkotta meg a brit természettudós Philip Lutley Sclater és a német ornitológus Gustav Hartlaub. A nembe az alábbi fajok tartoznak:
- aranyszárnyú pinty vagy socotrai pinty (Rhynchostruthus socotranus)
- szomáli aranyszárnyúpinty (Rhynchostruthus louisae)
- arábiai aranyszárnyúpinty (Rhynchostruthus percivali)